# Luty 2009 w sporcie

## 28 lutego

### Piłka ręczna
- Ekstraklasa piłki ręcznej mężczyzn, wyniki 20 kolejki:
  - KPR Miedź-96 Legnica 30:32 Wisła Płock S.A.
  - PMKS Focus Park-Kiper Piotrków Tryb. 36:26 OKPR Traveland-Społem Olsztyn
  - KS AZS-AWFiS Gdańsk -:- KS Vive Kielce
  - MKS Zagłębie Lubin 29:26 SPR BRW Stal Mielec
  - KS AZS AWF Gorzów Wlkp. 24:28 MMTS Kwidzyn
  - KS Azoty Puławy 31:30 SPR AMD Chrobry Głogów

### Piłka nożna
- Ekstraklasa w piłce nożnej 18. kolejka:
  - Cracovia 1 – 0 Piast Gliwice
  - Ruch Chorzów 0 – 1 Górnik Zabrze
  - Lechia Gdańsk 1 – 1 Śląsk Wrocław
  - Jagiellonia Białystok 3 – 0 Arka Gdynia
- Premier League
  - Everton 2 – 0 West Bromwich A.
  - Arsenal 0 – 0 Fulham
  - Chelsea 2 – 1 Wigan Athletic
  - Middlesbrough 2 – 0 Liverpool
- Ligue 1
  - Le Mans 2 – 0 Le Havre
  - Nantes 1 – 1 Grenoble
  - Sochaux 1 – 0 Nice
  - Valenciennes 2 – 0 Lille
  - Auxerre 1 – 1 Toulouse
- Primera División
  - 28 lutego
  - Athletic Bilbao 1 – 2 Sevilla
  - Espanyol 0 – 2 Real Madryt
- Bundesliga 22 kolejka:
  - Bochum 3 – 2 Energie Cottbus
  - Borussia Dortmund 0 – 0 Hoffenheim
  - Eintracht Frankfurt 1 – 2 Schalke
  - Hannover 1 – 0 Bayer Leverkusen
  - Hertha BSC 2 – 1 Mönchengladbach
- Serie A 25. kolejka:
  - Lazio 2 – 0 Bologna
  - Juventus 1 – 0 Napoli

### Koszykówka
- NBA wyniki spotkań:
  - Orlando Magic 85:93 Detroit Pistons
  - Washington Wizards 113:90 Chicago Bulls
  - Atlanta Hawks 91:83 Miami Heat
  - Boston Celtics 104:99 Indiana Pacers
  - New York Knicks 103:108 Philadelphia 76ers
  - NO Hornets 95:94 Milwaukee Bucks
  - Minnesota Wolves 82:102 Portland Blazers
  - Dallas Mavericks 110:108 Oklahoma City
  - Denver Nuggets 90:79 LA Lakers
  - Phoenix Suns 133:113 Toronto Raptors
  - San Antonio Spurs 86:97 Cleveland Cavs
  - Sacramento Kings 98:86 LA Clippers
  - GS Warriors 109:112 Charlotte Bobcats

### Narciarstwo klasyczne

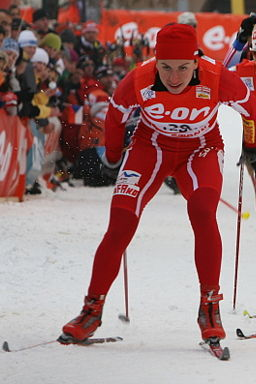
Justyna Kowalczyk

- Mistrzostwa Świata w Narciarstwie Klasycznym 2009

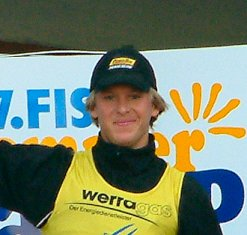
Todd Lodwick

  -  Bieg narciarski 30 km techniką dowolną kobiet:   Justyna Kowalczyk;   Jewgienija Miedwiediewa;   Wałentyna Szewczenko.
  -  Kombinacja norweska Gundersen HS 134/10 km:   Bill Demong;   Björn Kircheisen;   Jason Lamy Chappuis.
  -  Skoki narciarskie duża skocznia drużynowo mężczyzn:   Austria;   Norwegia;   Japonia;   Polska.

## 27 lutego

### Boks
- Tomasz Adamek obronił pas mistrza świata federacji IBF w kategorii junior ciężkiej, wygrała pojedynek z Amerykaninem Johnathonem Banksem w 8 rundzie przez techniczny nokaut[1].

### Piłka nożna
- Ekstraklasa w piłce nożnej 18. kolejka:
  - Polonia Bytom 1:1 Wisła Kraków
  - Polonia Warszawa 0:0 Legia Warszawa
- Bundesliga 22 kolejka:
  - 1. FC Köln 1:1 Arminia Bielefeld

### Koszykówka
- NBA wyniki spotkań:
  - Houston Rockets 93:74 Cleveland Cavs
  - LA Lakers 132:106 Phoenix Suns

### Narciarstwo klasyczne
- Mistrzostwa Świata w Narciarstwie Klasycznym 2009
  -  Bieg narciarski Sztafeta 4 × 10 km mężczyzn:   Norwegia;   Niemcy;   Finlandia.
  -  Skoki narciarskie duża skocznia indywidualnie mężczyzn:   Andreas Küttel;   Martin Schmitt;   Anders Jacobsen.

## 26 lutego

### Piłka nożna
- Puchar UEFA 1/16 finału (mecze rewanżowe):
  - CSKA Moscow  2:0  Aston Villa
  - Metalist Charków  2:0  UC Sampdoria
  - Hamburger SV  1:0  NEC Nijmegen
  - FC Twente  0:1  Olympique de Marseille
  - VfL Wolfsburg  1:3  Paris Saint-Germain F.C.
  - Galatasaray SK  4:3  FC Girondins de Bordeaux
  - VfB Stuttgart  1:2  Zenit Petersburg
  - A.C. Milan  2:2  Werder Brema
  - Standard Liège  1:1  S.C. Braga
  - Udinese Calcio  2:1  Lech Poznań
  - Manchester City  2:1  FC København
  - Ajax Amsterdam  1:1  ACF Fiorentina
  - AS Saint-Étienne  2–1  Olympiakos SFP
  - Deportivo La Coruña  1:3  Aalborg BK
  - Tottenham Hotspur  1:1  Szachtar Donieck
  - Valencia CF  2:2  Dynamo Kijów
- Copa Libertadores 1/16 finału (Faza grupowa):
  - Grupa 5: Estudiantes  1:0  Universitario de Sucre
  - Grupa 8: San Luis F.C.  0:1  Club Libertad

### Koszykówka
- NBA wyniki spotkań:
  - Indiana Pacers 104:99 Memphis Grizzlies
  - Washington Wizards 98:106 Philadelphia 76ers
  - New Jersey Nets 111:99 Chicago Bulls
  - New York Knicks 109:114 Orlando Magic
  - NO Hornets 90:87 Detroit Pistons
  - Minnesota Wolves 103:120 Utah Jazz
  - Dallas Mavericks 116:96 Milwaukee Bucks
  - San Antonio Spurs 99:84 Portland Blazers
  - Denver Nuggets 110:109 Atlanta Hawks
  - Sacramento Kings 91:98 Charlotte Bobcats
  - LA Clippers 93:91 Boston Celtics
- Euroliga wyniki spotkań Top 16 (4. seria meczów):
  - Group E:
    - Olympiakos BC  84:71  Asseco Prokom Sopot

  - Group F:
    - Maccabi Tel Awiw  69:73  Real Madryt
    - ALBA Berlin  57:75  FC Barcelona

  - Group G:
    - Lottomatica Roma  71:90  Panathinaikos AO

### Narciarstwo klasyczne
- Mistrzostwa Świata w Narciarstwie Klasycznym 2009
  -  Bieg narciarski: Sztafeta 4 × 5 km mężczyzn:   Finlandia;   Niemcy;   Szwecja.
  -  Kombinacja norweska HS 134/4 × 5 km techniką dowolną:   Japonia;   Niemcy;   Norwegia.

## 25 lutego

### Piłka ręczna
- Ekstraklasa piłki ręcznej mężczyzn, wyniki 19 kolejki:
  - MMTS Kwidzyn 31:27 PMKS Focus Park-Kiper Piotrków Tryb.
  - OKPR Traveland-Społem Olsztyn 36:28 MKS Zagłębie Lubin
  - SPR BRW Stal Mielec 24:24 KPR Miedź-96 Legnica
  - Wisła Płock S.A. 28:20 KS Azoty Puławy
  - SPR AMD Chrobry Głogów 30:26 KS AZS-AWFiS Gdańsk
  - KS Vive Kielce -:- KS AZS AWF Gorzów Wlkp.

### Piłka nożna
- Liga Mistrzów UEFA: 1/8 finału I mecze:
  - Chelsea F.C.  1:0  Juventus F.C.
  - Real Madryt  0:1  Liverpool
  - Sporting CP  0:5  Bayern Monachium
  - Villarreal C.F.  1:1  Panathinaikos Ateny
- Copa Libertadores 1/16 finału (Faza grupowa):
  - Group 5:
    - Deportivo Quito  1:1  Cruzeiro EC

  - Group 6:
    - Caracas  3:1  Lanús
    - Guadalajara  6:2  Everton

  - Group 7:
    - Grêmio  0:0  Club Universidad de Chile

### Koszykówka
- NBA wyniki spotkań:
  - leveland Cavs 94:79 Memphis Grizzlies
  - Toronto Raptors 118:110 Minnesota Wolves
  - Miami Heat 103:91 Detroit Pistons
  - Chicago Bulls 120:102 Orlando Magic
  - Oklahoma City 93:107 LA Lakers
  - Houston Rockets 98:94 Portland Blazers
  - San Antonio Spurs 93:76 Dallas Mavericks
  - Phoenix Suns 112:102 Charlotte Bobcats
- Euroliga wyniki spotkań Top 16 (4. seria meczów):
  - Grupa E
    - AJ Milano 74:107 Tau Ceramica

  - Grupa G
    - Unicaja 74:78 Partizan

  - Grupa H
    - CSKA Moscow 95:71 Montepaschi Siena
    - Fenerbahçe Ülker 64:86 Cibona

### Narciarstwo klasyczne
- Mistrzostwa Świata w Narciarstwie Klasycznym 2009
  -  Bieg narciarski: sprint drużynowy techniką klasyczną mężczyzn:   Norwegia;   Niemcy;   Finlandia.

## 24 lutego

### Koszykówka
- NBA wyniki spotkań:
  - New Jersey Nets – Philadelphia 76ers 98:96
  - New York Knicks – Indiana Pacers 123:119
  - Denver Nuggets – Boston Celtics 76:114
  - Utah Jazz – Atlanta Hawks 108:89
  - Sacramento Kings – NO Hornets 105:112
  - LA Clippers – GS Warriors 118:105

### Narciarstwo klasyczne
- Mistrzostwa Świata w Narciarstwie Klasycznym 2009
  -  Bieg narciarski: sprint techniką dowolną mężczyzn:   Ola Vigen Hattestad;   Johan Kjølstad;   Nikołaj Moriłow.
  -  Bieg narciarski: bieg łączony 30 km mężczyzn:   Petter Northug;   Anders Södergren;   Giorgio Di Centa.
  -  Bieg narciarski: sprint techniką dowolną kobiet:   Arianna Follis;   Kikkan Randall;   Pirjo Muranen.

### Piłka nożna
- Liga Mistrzów UEFA: 1/8 finału I mecze:
  - Arsenal F.C.  1:0  AS Roma
  - Atlético Madryt  2:2  FC Porto
  - Inter Mediolan  0:0  Manchester United
  - Olympique Lyon  1:1  FC Barcelona

## 23 lutego

### Piłka nożna
- Premier League (2008/2009)
  - Hull City 1:2 Tottenham Hotspur

### Koszykówka
- NBA wyniki spotkań:
  - Indiana Pacers – Chicago Bulls 98:91
  - Toronto Raptors – New York Knicks 111:100
  - Phoenix Suns – Boston Celtics 108:128
  - Houston Rockets – Charlotte Bobcats 99:78
  - Milwaukee Bucks – Denver Nuggets 120:117
  - Orlando Magic – Miami Heat 122:99
  - Portland Blazers – LA Clippers 116:87
  - Minnesota Wolves – LA Lakers 108:111
  - Cleveland Cavs – Detroit Pistons 99:78

## 22 lutego

### Piłka siatkowa
- PlusLiga Kobiet wyniki 17. kolejki:
  - Pronar Zeto Astwa AZS Białystok 2:3 Impel Gwardia Wrocław
  - KPSK Stal Mielec 3:2 MKS Muszynianka Fakro Muszyna
  - GCB Centrostal Bydgoszcz 2:3 PTPS Farmutil Piła
  - Gedania Żukowo 3:0 SSK Calisia Kalisz
  - MKS Dąbrowa Górnicza 1:3 BKS Aluprof Bielsko-Biała

### Piłka nożna
- Premier League (2008/2009)
  - Fulham  2-0 West Bromwich Albion
  - Liverpool  1-1 Manchester City
  - Newcastle United  0-0 Everton
- Ligue 1
  - Olympique de Marseille 0 – 0 Le Mans UC 72
  - AS Saint-Étienne 1 – 1 FC Girondins de Bordeaux
  - LOSC 2 – 1 AS Monaco FC
- Primera División 24 kolejka:
  - Real Valladolid 1:3 (0:2) FC Malaga
  - RCD Mallorca 1:0 (0:0) Racing Santander
  - CA Osasuna 2:0 (2:0) CD Numancia
  - Recreativo Huelva 1:1 (0:0) UD Almeria
  - FC Getafe 1:1 (1:1) Athletic Bilbao
  - Deportivo La Coruña 1:1 (0:1) FC Valencia
- Bundesliga 21 kolejka:
  - Bayer Leverkusen 1:2 (1:1) Hamburger SV
- Liga Sagres 19. kolejka:
  - Académica 3:1 Marítimo
  - Estrela Amadora 1:0 Nacional
  - Naval 1:2 Braga
- Serie A 25. kolejka:
  - Milan 1 : 0 Cagliari
  - Fiorentina 2 : 1 Chievo
  - Sampdoria 1 : 0 Atalanta
  - Lecce 0 : 2 Lazio
  - Catania 2 : 0 Reggina
  - Torino 1 : 0 Udinese
  - Napoli 0 : 1 Genoa

### Koszykówka
- NBA wyniki spotkań:
  - Miami Heat – Philadelphia 76ers 97:91
  - Washington Wizards – San Antonio Spurs 67:98
  - Dallas Mavericks – Sacramento Kings 116:95
  - Utah Jazz – NO Hornets 102:88
  - GS Warriors – Oklahoma City 133:120

### Biathlon
- Mistrzostwa Świata w Biathlonie 2009
  - Sztafeta mężczyzn:   Norwegia;   Austria;   Niemcy.
  - Bieg masowy kobiet:   Olga Zajcewa;   Anastasija Kuźmina;   Helena Jonsson.

### Narciarstwo klasyczne
- Mistrzostwa Świata w Narciarstwie Klasycznym 2009 
  -  Kombinacja norweska Gundersen HS 100/10 km:   Todd Lodwick;   Jan Schmid;   Bill Demong.
  -  Bieg narciarski łączony 30 km mężczyzn:   Petter Northug;   Anders Södergren;   Giorgio Di Centa.

## 21 lutego

### Tenis ziemny
- WTA Tour 2009 – Barclays Dubai Tennis Championships:
  - Debel  Agnieszka Radwańska,  Marija Kirilenko przegrał 3:6, 3:6 w finale turnieju w Dubaju z duetem  Cara Black,  Liezel Huber[2].
  -  Venus Williams wygrała turniej tenisistek na twardych kortach w Dubaju[3].

### Piłka siatkowa
- PlusLiga wyniki 18. kolejki:
  - PGE Skra Bełchatów 3:2 J.W. Construction Osram AZS Politechnika Warszawska
  - Domex Tytan AZS Częstochowa 3:1 Jadar Radom
  - AZS UWM Olsztyn 3:2 Delecta Bydgoszcz
  - Trefl Gdańsk 0:3 Asseco Resovia
  - KS Jastrzębski Węgiel S.A. 3:2 ZAKSA Kędzierzyn-Koźle

### Piłka ręczna
- Ekstraklasa piłki ręcznej mężczyzn, wyniki 18 kolejki:
  - SPR AMD Chrobry Głogów 23:37 Wisła Płock S.A.
  - KPR Miedź-96 Legnica 34:28 OKPR Traveland-Społem Olsztyn
  - KS Azoty Puławy 32:25 SPR BRW Stal Mielec
  - MKS Zagłębie Lubin 30:31 MMTS Kwidzyn
  - KS AZS-AWFiS Gdańsk 30:22 KS AZS AWF Gorzów Wlkp.
  - PMKS Focus Park-Kiper Piotrków Tryb. 25:28 KS Vive Kielce
- Ekstraklasa piłki ręcznej kobiet, wyniki 22 kolejki:
  - KS AZS AWF Warszawa 18:31 KPR Ruch Chorzów
  - EKS Start Elbląg 39:24 AZS AWFiS Gdańsk
  - KS Łączpol Gdynia 26:37 SPR Asseco BS Lublin
  - KS Carlos-Astol Jelenia Góra 24:29 KS Piotrcovia Piotrków Tryb.
  - Interferie Zagłębie Lubin 33:28 KS Zgoda Ruda Śląska – Bielszowice
  - KU AZS Politechnika Koszalińska 33:15 MKS Słupia Słupsk

### Piłka nożna
- Premier League
  - Aston Villa 0-1 Chelsea
  - Arsenal 0-0 Sunderland
  - Bolton Wanderers 2-1 West Ham United
  - Middlesbrough 0-0 Wigan Athletic
  - Stoke City 2-2 Portsmouth
  - Manchester United 2-1 Blackburn Rovers
- Primera División 24 kolejka:
  - FC Barcelona 1:2 (0:0) Espanyol Barcelona
  - Real Madryt 6:1 (6:1) Real Betis Sevilla
  - FC Villarreal 2:1 (2:1) Sporting Gijon
  - FC Sevilla 1:0 (0:0) Atletico Madrid
- Ligue 1
  - Grenoble Foot 38 0 – 0 Paris Saint-Germain
  - Havre AC 1 – 2 AJ Auxerre
  - FC Lorient 1 – 2 FC Sochaux-Montbéliard
  - AS Nancy Lorraine 0 – 2 Olympique Lyonnais
  - FC Nantes 1 – 1 SM Caen
  - Toulouse FC 0 – 0 Valenciennes FC
  - OGC Nice 0 – 1 Stade Rennais FC
- Bundesliga 21 kolejka:
  - Energie Cottbus 2:1 (0:0) Werder Brema
  - Bor. Mönchengladbach 3:2 (2:0) Hannover 96
  - Karlsruher SC 0:1 (0:0) Eintracht Frankfurt
  - VfL Wolfsburg 2:1 (0:0) Hertha BSC
  - VfB Stuttgart 3:3 (2:2) 1899 Hoffenheim
  - Bayern Monachium 1:2 (0:2) 1. FC Köln
  - Arminia Bielefeld 1:1 (0:1) VfL Bochum 1848
- Liga Sagres 19. kolejka:
  - Rio Ave 1:0 V.Setúbal
  - Sporting 3:2 Benfica
- Serie A 25. kolejka:
  - Bologna 1 : 2 Inter
  - Roma 1 : 0 Siena
  - Palermo 0 : 2 Juventus

### Koszykówka
- NBA wyniki spotkań:
  - Charlotte Bobcats 80:92 Orlando Magic
  - New York Knicks 127:97 Toronto Raptors
  - Houston Rockets 93:86 Dallas Mavericks
  - Minnesota Wolves 105:112 Indiana Pacers
  - New Jersey Nets 96:107 Washington Wizards
  - Memphis Grizzlies 106:115 Sacramento Kings
  - Chicago Bulls 116:99 Denver Nuggets
  - Milwaukee Bucks 103:111 Cleveland Cavs
  - Phoenix Suns 140:118 Oklahoma City
  - Portland Blazers 108:98 Atlanta Hawks
  - LA Lakers 115:111 NO Hornets

### Boks
- Miguel Angel Cotto został mistrzem świata WBO wagi półśredniej[4].
- Kelly Pavlik obronił pas mistrza świata w wadze średniej organizacji WBC i WBO[5].
- Krzysztof Bienias został mistrzem w wadze półśredniej WBO Inter-Continental[6].

### Biathlon
- Mistrzostwa Świata w Biathlonie 2009
  - Sztafeta kobiet:   Rosja;   Niemcy;   Francja; ...;   Polska
  - Bieg masowy mężczyzn:   Dominik Landertinger;   Christoph Sumann;   Iwan Czeriezow; ...;   Tomasz Sikora.
    - Klasyfikacja Pucharu Świata po biegu masowym:   Tomasz Sikora – 696 pkt.;   Ole Einar Bjørndalen – 673 pkt.;   Maksim Czudow – 609 pkt.

### Narciarstwo klasyczne
- Mistrzostwa Świata w Narciarstwie Klasycznym 2009
  -  Bieg narciarski łączony 15 km kobiet:   Justyna Kowalczyk;   Kristin Størmer Steira;   Aino-Kaisa Saarinen[7].
  -  Skoki narciarskie na normalnej skoczni indywidualnie mężczyzn:   Wolfgang Loitzl;   Gregor Schlierenzauer;   Simon Ammann;   Kamil Stoch.

### Saneczkarstwo
- Puchar Świata w saneczkarstwie zawody na torze w  Whistler, wyniki:
  -   David Möller;   Armin Zöggeler;   Felix Loch.
    -  Felix Loch pobił rekord szybkości w saneczkarskich jedynkach, osiągnął prędkość 153,98 km/godz.[8]

## 20 lutego

### Piłka nożna
- Bundesliga 21. kolejka:
  - FC Schalke 04 1:1 Borussia Dortmund
- Liga Sagres 19. kolejka:
  - F.C. Paços de Ferreira 0:2 FC Porto

### Koszykówka
- NBA wyniki spotkań:
  - Detroit Pistons 79:83 San Antonio Spurs
  - Utah Jazz 90:85 Boston Celtics

### Narciarstwo klasyczne
- Mistrzostwa Świata w Narciarstwie Klasycznym 2009Todd Lodwick
  -  Bieg narciarski mężczyzn 15 km techniką klasyczną:   Andrus Veerpalu;   Lukáš Bauer;   Matti Heikkinen.
  -  Skoki narciarskie kobiet:   Lindsey Van;   Ulrike Gräßler;   Anette Sagen.
  -  Kombinacja norweska HS 134/10 km ze startu masowego:   Todd Lodwick;   Tino Edelmann;   Jason Lamy Chappuis.

## 19 lutego

### Tenis ziemny
- WTA Tour 2009 – Barclays Dubai Tennis Championships gra podwójna kobiet:
  - Debel  Agnieszka Radwańska,  Marija Kirilenko awansował do półfinału turnieju w Dubaju po wygranej 4:6, 6:4, 10:7 z duetem Akgul Amanmuradova , Chuang Chia-jung [9].

### Piłka nożna
- Puchar UEFA 1/16 finału (pierwsze mecze):
  - Lech Poznań  2:2  Udinese Calcio[10].
  - Szachtar Donieck  2:0  Tottenham Hotspur
  - FC København  2:2  Manchester City
  - Marseille  0:1  FC Twente
  - ACF Fiorentina  0:1  Ajax Amsterdam
- Copa Libertadores 1/16 finału (Faza grupowa):
  - Grupa 5 – Cruzeiro EC  3:0  Estudiantes
  - Grupa 8 – Universitario  1:0  San Lorenzo

### Piłka siatkowa
- Liga Mistrzyń siatkarek – I runda play-off (mecze rewanżowe):
  - Zarieczje Odincowo  0:3  Scavolini Pesaro
  - Rijeka KVIG  0:3  Turk Telekom Ankara
  - Dinamo Moskwa  3:0  Poštar 064 Belgrad
  - Fakro Muszynianka Muszyna  3:1  RC Cannes[11]
- Liga Mistrzów siatkarzy 2008/2009 1/8 finału (mecze rewanżowe):
  - Iraklis Saloniki  3:2  Vitória SC

### Koszykówka
- PLKK
  - zaległy mecz 20. kolejki:
    - ŁKS Siemens AGD 66:57 MUKS Poznań

  - zaległe mecze 21. kolejki:
    - INEA AZS Poznań 73:85 CCC Polkowice
    - Cukierki Odra Brzeg 56:74 Lotos PKO BP Gdynia
- NBA wyniki spotkań:
  - Los Angeles Clippers 119 – 142 Phoenix Suns
  - Golden State Warriors 121 – 129 Los Angeles Lakers
  - Sacramento Kings 100 – 105 Atlanta Hawks
  - Portland Trailblazers 94 – 90Memphis Grizzlies
  - Dallas Mavericks 113 – 98 New Jersey Nets
  - Milwaukee Bucks 104 – 113 Chicago Bulls
  - New Orleans Hornets 117 – 85 Orlando Magic
  - Miami Heat 104 – 111 Minnesota Timberwolves
  - Philadelphia 76ers 89 – 101 Denver Nuggets
  - Charlotte Bobcats 103 – 94 Indiana Pacers
  - Toronto Raptors 76 – 93  Cleveland Cavaliers

### Biathlon
- Mistrzostwa Świata w Biathlonie 2009
  - Sztafeta mieszana:   Francja;   Szwecja;   Niemcy.

### Narciarstwo klasyczne
- Mistrzostwa Świata w Narciarstwie Klasycznym 2009
  -  Bieg narciarski kobiet 10 km techniką klasyczną:   Aino-Kaisa Saarinen;   Marianna Longa;   Justyna Kowalczyk[12].

## 18 lutego

### Tenis ziemny
- WTA Tour 2009 – Barclays Dubai Tennis Championships gra podwójna kobiet:
  - Debel  Agnieszka Radwańska,  Marija Kirilenko awansował do ćwierćfinału turnieju w Dubaju po wygranej z czesko-amerykański deblem Květa Peschke-Lisa Raymond 6:4, 6:3[13].
- ATP World Tour 2009 – Copa Telmex 2009 gra podwójna mężczyzn:
  - Debel  Łukasz Kubot,  Oliver Marach odpadł z turnieju rozgrywanego w Buenos Aires po porażce w I rundzie z argentyńskim duetem Kabul-Roitman 7:5, 6:2[14].

### Piłka nożna
- Premier League
  - Manchester United F.C. 3:0 Fulham F.C.
- Puchar UEFA 1/16 finału:
  - SC Braga  3:0  Standard Liège
  - Aalborg BK  3:0  Deportivo La Coruña
  - Paris Saint-Germain  2:0  VfL Wolfsburg
  - NEC Nijmegen  0:3  Hamburger SV
  - Girondins Bordeaux  0:0  Galatasaray SK
  - Werder Brema  1:1  A.C. Milan
  - Aston Villa  1:1  CSKA Moskwa
  - Olympiakos SFP  1:3  AS Saint-Étienne
  - Dynamo Kijów  1:1  Valencia CF
  - Zenit Petersburg  2:1  VfB Stuttgart
  - UC Sampdoria  0:1  Metalist Charków
- Copa Libertadores 1/16 finału (Faza grupowa):
  - Grupa 1 – CSD Colo-Colo  1:2  Sport Club do Recife
  - Grupa 3 – Club Nacional  0:3  Club Nacional
  - Grupa 4 – São Paulo  1:1  Independiente Medellín

### Koszykówka
- PLK zaległy mecz 16. kolejki:
  - Bank BPS Basket Kwidzyn 74:73 Prokom Trefl Sopot
- NBA wyniki spotkań:
  - Indiana Pacers 100:91 Philadelphia 76ers
  - Orlando Magic 107:102 Charlotte Bobcats
  - Washington Wizards 111:103 Minnesota Timberwolves
  - New York Knicks 112:107 San Antonio Spurs
  - Oklahoma City 98:100 New Orleans Hornets
  - Houston Rockets 114:88 New Jersey Nets
  - Phoenix Suns 140:100 LA Clippers
  - Utah Jazz 117:99 Memphis Grizzlies
  - LA Lakers 96:83 Atlanta Hawks
  - Detroit Pistons 86:92 Milwaukee Bucks

### Piłka siatkowa
- Liga Mistrzyń siatkarek – I runda play-off (mecze rewanżowe):
  - Foppapedretti Bergamo  3:0  Farmutil Piła
  - Eczacıbaşı Stambuł  3:2  Vakıfbank Güneş Sigorta Stambuł
- Liga Mistrzów siatkarzy 1/8 finału (mecze rewanżowe):
  - Fenerbahçe SK  3:2  Lube Banca Marche Macerata
  - Zenit Kazań  3:0  ACH Volley Bled
  - Domex Tytan AZS Częstochowa  3:0  Copra Nordmeccanica Piacenza
  - Itas Diatec Trentino  3:0  Portol Palma Majorka
  - PGE Skra Bełchatów  3:1  Dinamo Moskwa
  - Iskra Odincowo  3:0  Noliko Maaseik
  - VfB Friedrichshafen  2:3  Knack Randstad Roeselare

### Biathlon
- Mistrzostwa Świata w Biathlonie 2009
  - Bieg indywidualny kobiet:   Kati Wilhelm;   Teja Gregorin;   Tora Berger[15].

## 17 lutego

### Tenis ziemny
- WTA Tour 2009 – Barclays Dubai Tennis Championships:
  -  Urszula Radwańska odpadła z turnieju po przegranej w II rundzie z  Camile Pin 7:6 (8:6), 5:7, 0:2[16].
- ATP World Tour 2009 – Open 13:
  -  Jerzy Janowicz odpadł z turnieju po przegranej w II rundzie z  Andreasem Seppim 6:7 (5-7), 6:3, 6:7 (3-7)[17].

### Piłka nożna
- Ligue 1 – zaległe mecze 20 kolejki
  - Valenciennes FC 2:0 SM Caen
  - UC Le Mans 0:0 Lille OSC
  - AS Nancy 1:2 OGC Nice
- Copa Libertadores 1/16 finału (Faza grupowa):
  - Grupa 1 – LDU Quito  3 – 2  SE Palmeiras
  - Grupa 2 – Boca Juniors  1 – 0  Deportivo Cuenca
  - Grupa 6 – Boca Juniors  1 – 0  Deportivo Cuenca

### Biathlon
- Mistrzostwa Świata w Biathlonie 2009
  - Bieg indywidualny mężczyzn:  Ole Einar Bjørndalen;   Christoph Stephan;   Jakov Fak; ...;   Tomasz Sikora[18].

Klasyfikacja Pucharu Świata po biegu indywidualnym:   Tomasz Sikora – 658 pkt.;   Ole Einar Bjørndalen – 630pkt.;   Maksim Czudow – 573pkt.

## 16 lutego

### Tenis ziemny
- WTA Tour 2009 – Barclays Dubai Tennis Championships I runda turnieju w Dubaju:
  - Urszula Radwańska  6:4, 6:3  Agnieszka Radwańska[19].
- ATP World Tour 2009 – SAP Open 2009
  - wynik meczu finałowego: Radek Štěpánek  3:6, 6:4, 6:2  Mardy Fish[20].

### Piłka nożna
- Liga Sagres 18. kolejka:
  - Vitoria Setubal 2-1 Academica De Coimbra

### Piłka siatkowa
- PlusLiga Kobiet 2008/2009 wyniki 16. kolejki:
  - KS Impel Gwardia Wrocław 1:3 BKS Aluprof Bielsko-Biała

## 15 lutego

### Piłka nożna
- Ligue 1 24 kolejka
  - AS Monaco 0 – 1 Olympique Marseille
  - Olympique Lyonnais 3 – 1 AC Le Havre
  - FC Sochaux 1 – 2 FC Toulouse
- Primera División 23 kolejka:
  - Atletico Madrid 1 – 1 CF Getafe
  - RCD Espanyol Barcelona 0 – 2 FC Sevilla
  - Sporting Gijon 0 – 4 Real Madryt
  - CD Numancia 0 – 1 RCD Mallorca
  - UD Almeria 3 – 2 Real Valladolid
  - Racing De Santander 1 – 1 CF Villarreal
  - Athletic Bilbao 1 – 1 Recreativo Huelva
- Bundesliga 20 kolejka:
  - Hamburger SV 2 – 0 Arminia Bielefeld
  - Borussia Dortmund 1 – 1 Energie Cottbus
- Liga Sagres 18. kolejka:
  - SL Benfica 3 – 2 FC Pacos Ferreira
  - FC Porto 3 – 1 Rio Ave FC
  - CD Trofense 2 – 2 ASS Naval 1º Maio
- Serie A 24. kolejka:
  - Inter Mediolan 2 – 1 AC Milan
  - Juventus 1 – 1 Sampdoria Genoa
  - Cagliari Calcio 2 – 0 US Lecce
  - AC Chievo Verona 1 – 1 Catania Calcio
  - Reggina Calcio 0 – 0 US Palermo
  - Atalanta Bergamo 3 – 0 AS Roma
  - Genoa Cfc 3 – 3 AC Fiorentina
  - AC Siena 1 – 1 Udinese Calcio

### Koszykówka
- Meczu Gwiazd NBA, Phoenix:
  - Zachód 146:119 Wschód[21].

### Lekkoatletyka
- Halowy mityng w Doniecku – skok o tyczce:  Jelena Isinbajewa ustanowiła nowy halowy rekord świata: 5 metrów[22].

### Tenis ziemny
- WTA Tour 2009 – Open GDF Suez 2009:  Amélie Mauresmo wygrała turniej paryski w finale pokonała  Jelenę Diemientjewą[23].
- WTA Tour 2009 – PTT Pattaya Open:  Wiera Zwonariowa wygrała turniej rozgrywany Pattaya[24].

### Rajdy samochodowe
- Rajdowe Mistrzostwa Świata 2009 2. runda – Rajd Norwegii 2009[25]: Sébastien Loeb

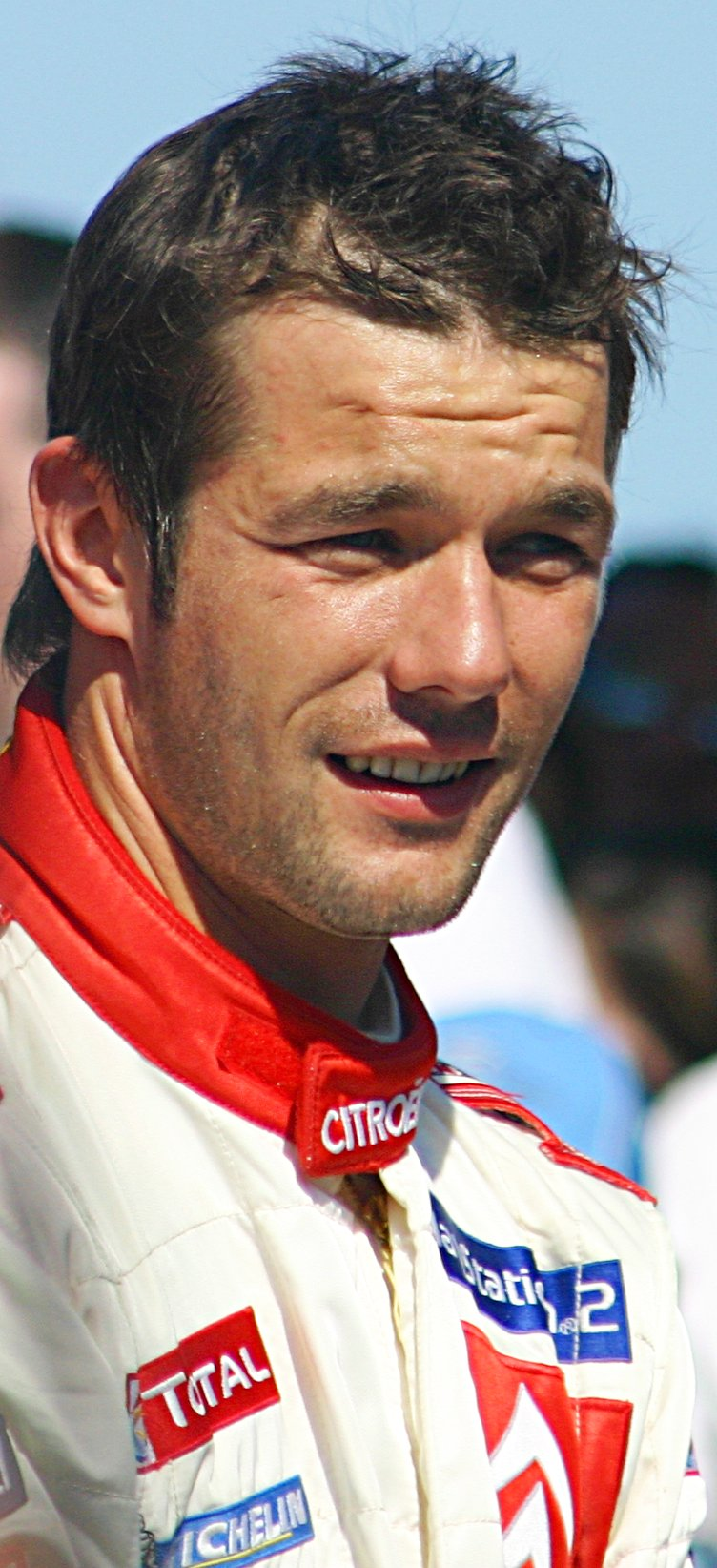
Sébastien Loeb

  -   Sébastien Loeb (Citroen C4 WRC)
  -   Mikko Hirvonen (Ford Focus WRC)
  -   Jari-Matti Latvala (Ford Focus WRC)

Klasyfikacja MŚ po dwóch eliminacjach:  Loeb 20 pkt;  Hirvonen 14;  Sordo 12,  H. Solberg 10;  Latvala 6;  Atkinson 4.

### Siatkówka
- PlusLiga 2008/2009 wyniki 17. kolejki:
  - Delecta Bydgoszcz 3:2 Domex Tytan AZS Częstochowa
- PlusLiga Kobiet 2008/2009 wyniki 16. kolejki:
  - Calisia Kalisz 3:1 MKS Dąbrowa Górnicza
  - PTPS Farmutil Piła 2:3 Gedania Żukowo
  - Centrostal Bydgoszcz 2:3 Muszynianka Fakro Muszyna

### Skoki narciarskie
- Puchar Świata w skokach narciarskich 2008/2009 – drużynowy konkurs w lotach narciarskich w  Oberstdorfie[26].
  -   Finlandia 1413,8 pkt
  -   Rosja 1378,3 pkt
  -   Austria 1354,3 pkt

### Narciarstwo alpejskie

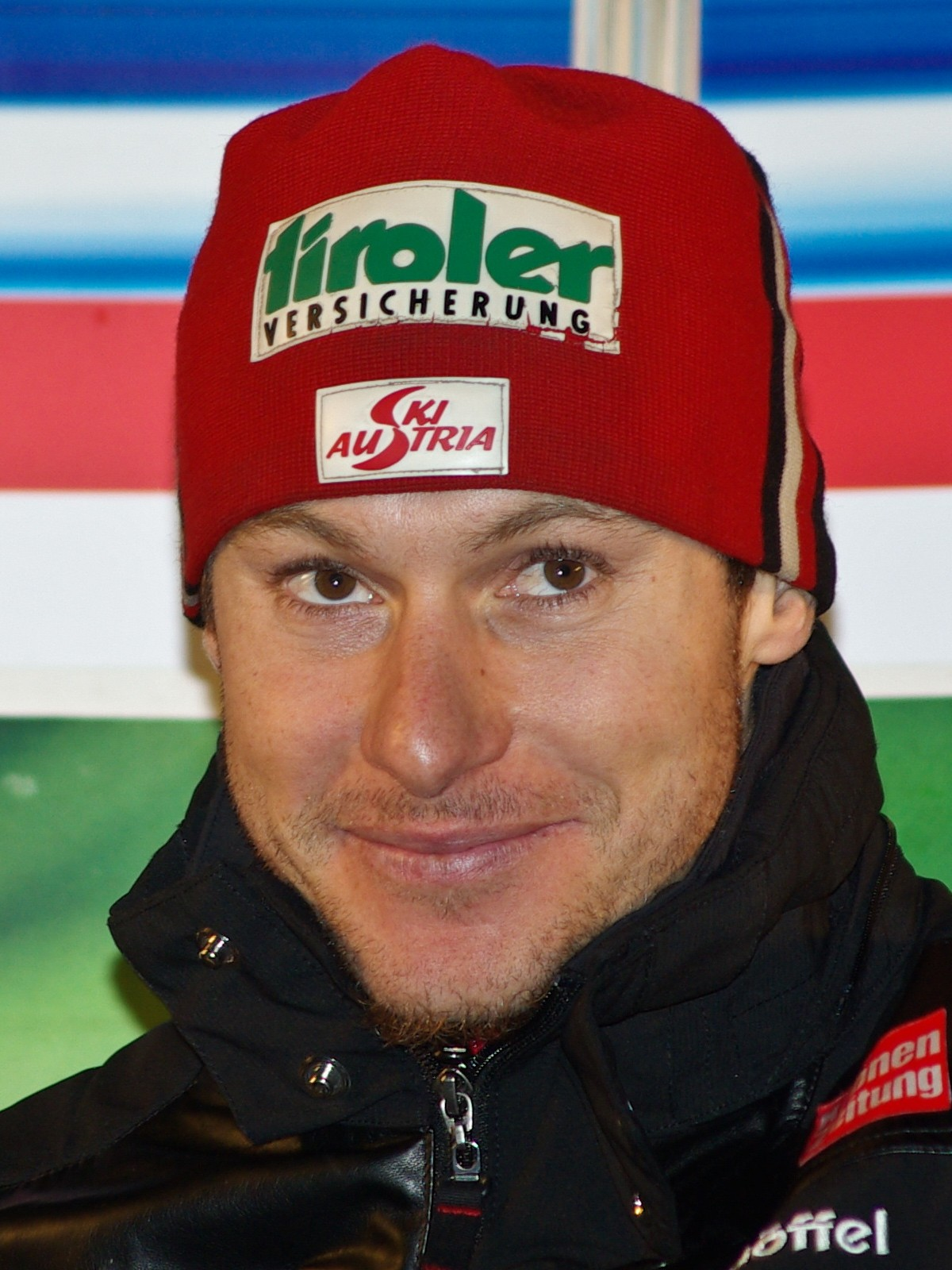
Manfred Pranger

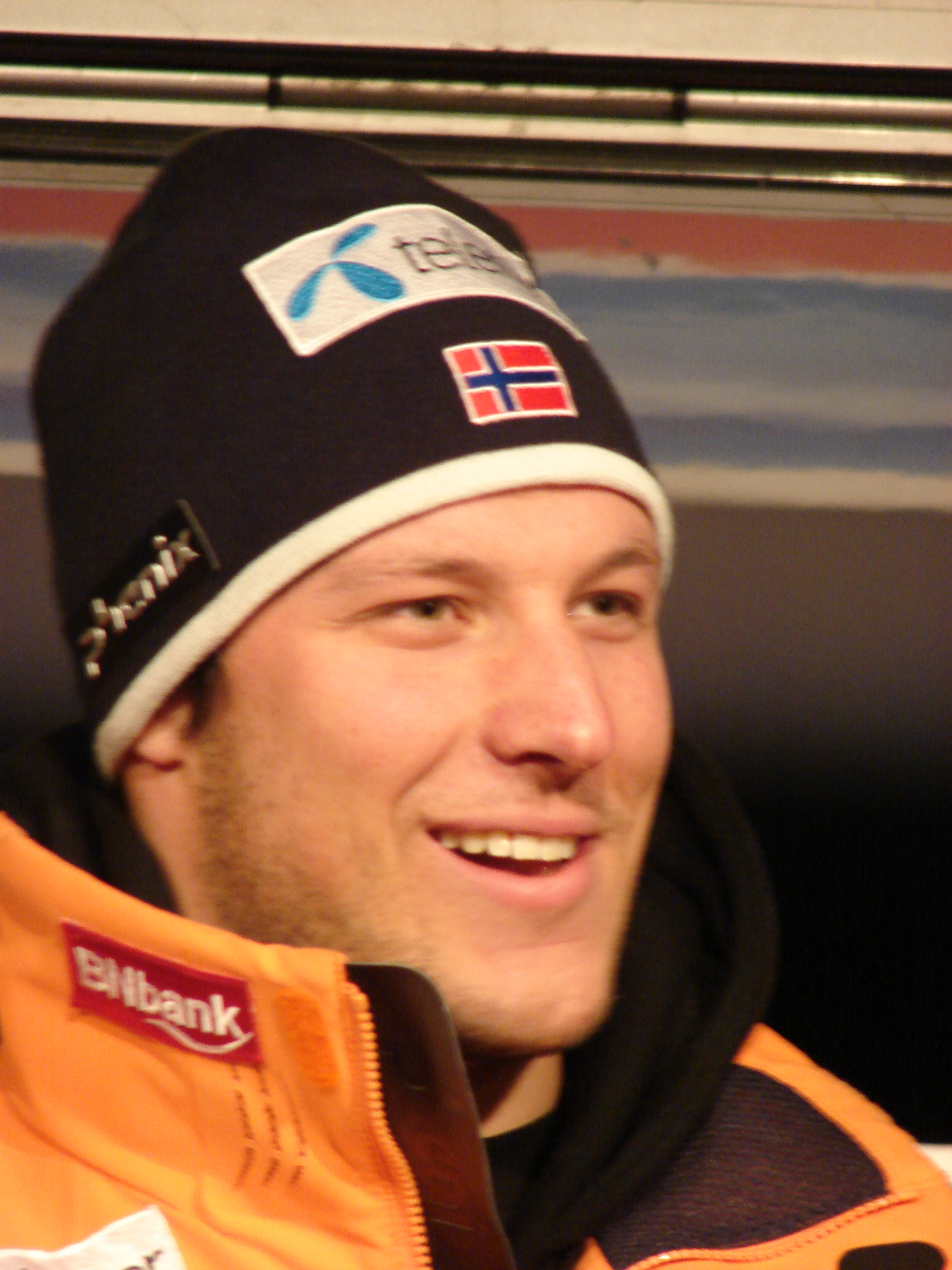
Aksel Lund Svindal

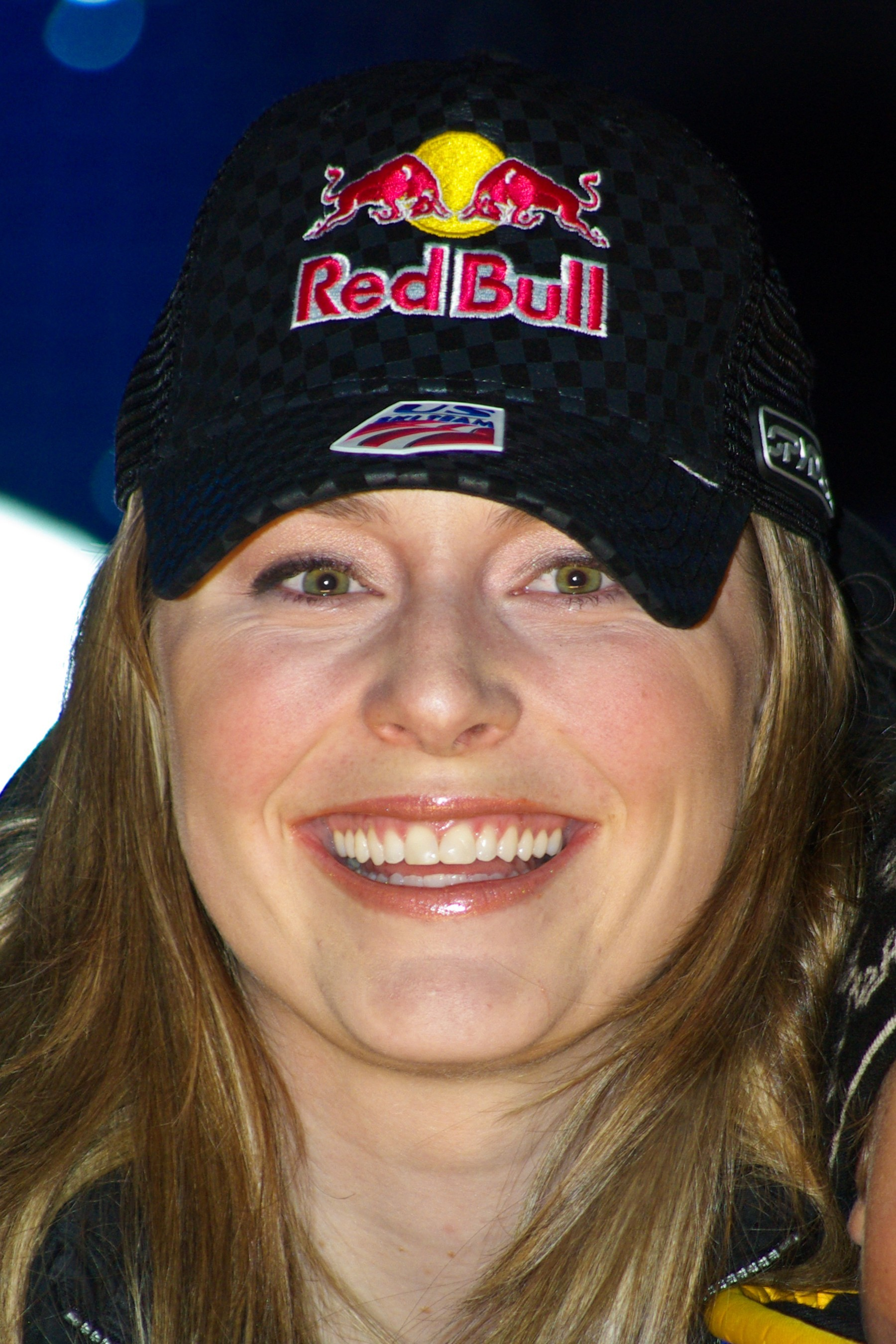
Lindsey Vonn

- Mistrzostwa Świata w Narciarstwie Alpejskim 2009
  - Slalom mężczyzn wyniki:   Manfred Pranger;   Julien Lizeroux;   Michael Janyk[27].

### Biathlon
- Mistrzostwa Świata w Biathlonie 2009
  - Bieg pościgowy kobiet:   Helena Jonsson;   Kati Wilhelm;   Olga Zajcewa[28]. 
  - Bieg pościgowy mężczyzn:   Ole Einar Bjørndalen;   Maksim Czudow;   Alexander Os;   Tomasz Sikora[29].

## 14 lutego

### Tenis ziemny
- ATP Brasil Open – polsko-austriacki debel Kubot, Marach odpadli w półfinale turnieju rozgrywanego w Costa do Sauípe po porażce z hiszpańskim deblem Granollers, Robredo[30].

### Lekkoatletyka
- Halowy mityng w Walencji – skok w dal:  Marcin Starzak wygrał mityng w Walencji skokiem na odległość 8,07 m, jest to nowy halowy rekord Polski[31].

### Koszykówka
- Puchar Polski w koszykówce kobiet – zespół Wisły Can-Pack Kraków wygrał finałowy mecz z Lotosem Gdynia 72:61 i zdobył po raz 7 Puchar Polski[32].

### Piłka ręczna
- Ekstraklasa piłki ręcznej mężczyzn, wyniki 17 kolejki:

|  | MMTS Kwidzyn                  |  | KPR Miedź-96 Legnica                 |
|  | OKPR Traveland-Społem Olsztyn |  | KS Azoty Puławy                      |
|  | SPR BRW Stal Mielec           |  | SPR AMD Chrobry Głogów               |
|  | Wisła Płock S.A.              |  | KS AZS-AWFiS Gdańsk                  |
|  | KS Vive Kielce                |  | MKS Zagłębie Lubin                   |
|  | KS AZS AWF Gorzów Wlkp.       |  | PMKS Focus Park-Kiper Piotrków Tryb. |

- Ekstraklasa piłki ręcznej kobiet, wyniki 21 kolejki:

|  | MKS Słupia Słupsk                  |  | KS AZS AWF Warszawa             |
|  | KPR Ruch Chorzów                   |  | KS Carlos-Astol Jelenia Góra    |
|  | KS Piotrcovia Piotrków Tryb.       |  | Interferie Zagłębie Lubin       |
|  | KS Zgoda Ruda Śląska – Bielszowice |  | KS Łączpol Gdynia               |
|  | AZS AWFiS Gdańsk                   |  | KU AZS Politechnika Koszalińska |
|  | SPR Asseco BS Lublin               |  | EKS Start Elbląg                |

### Piłka siatkowa
- PlusLiga 2008/2009 wyniki 17. kolejki:
  - Asseco Resovia 3:0 KS Jastrzębski Węgiel S.A.
  - Jadar Radom 0:3 PGE Skra Bełchatów
  - ZAKSA Kędzierzyn-Koźle 3:1 AZS UWM Olsztyn
- PlusLiga Kobiet 2008/2009 wyniki 16. kolejki:
  - Pronar Zeto Astwa AZS Białystok 3:0 KPSK Stal Mielec

### Piłka nożna
- Premier League
  - Portsmouth FC 2 – 0 Manchester City
- Ligue 1 24 kolejka
  - Paris Saint Germain 2 – 1 AS Saint Etienne
  - AJ Auxerre 2 – 0 Lille OSC
  - FC Stade Rennes 1 – 1 AS Nancy
  - SM Caen 1 – 1 FC Lorient
  - Girondins Bordeaux 1 – 1 Grenoble Foot 38
  - UC Le Mans 1 – 2 OGC Nice
  - Valenciennes FC 1 – 1 FC Nantes
- Primera División 23 kolejka:
  - CF Valencia 1 – 1 CF Malaga
  - Betis Sevilla 2 – 2 FC Barcelona
  - Deportivo La Coruña 0 – 0 CA Osasuna
- Bundesliga 20 kolejka:
  - Hannover 96 3 – 3 VfB Stuttgart
  - VfL Bochum 2 – 1 FC Schalke 04
  - Werder Brema 1 – 1 Borussia Mönchengladbach
  - Eintracht Frankfurt 0 – 2 VfL Wolfsburg
  - Hertha BSC 2 – 1 FC Bayern Monachium
  - 1. FC Köln 0 – 0 Karlsruher SC
- Liga Sagres 18. kolejka:
  - Belenenses 1 – 2 Sporting CP
  - Sporting Braga 0 – 1 Leixoes
  - Maritimo Funchal 1 – 0 CF Estrela Amadora
- Serie A 24. kolejka:
  - SSC Napoli 1 – 1 Bologna FC
  - SS Lazio 1 – 1 AC Torino

### Skoki narciarskie
- Puchar Świata w skokach narciarskich 2008/2009 – konkurs w  Oberstdorfie[26].
  -   Harri Olli – 435,8 pkt (225,5/216,0 m),
  -   Anders Jacobsen – 428,6 (218,0/212,5)
  -   Johan Remen Evensen – 426,5 (211,5/223,5)
- Mistrzostwa Polski w skokach narciarskich 2009:
  -  Kamil Stoch (Poroniec Poronin) 231,4 pkt (113,5 i 132);
  -  Łukasz Rutkowski (Wisła Zakopane) 212,1 (117,5 i 114,5);
  -  Piotr Żyła (Wisła Ustronianka) 211,9 (112,5 i 120,5)[33].

### Biegi narciarskie
- Puchar Świata w biegach narciarskich 2008/2009 – zawody w  Valdidentro:
  - Biegu na 15 km techniką klasyczna mężczyzn:   Anders Soedergren – 37:58,0;   Jens Arne Svartedal – strata 1,9;   Johan Olsson – strata 2,2
    - Klasyfikacja generalna (23 z 32 startów):   Dario Cologna – 939 punktów;   Petter Northug – 736;   Axel Teichmann – 663;

  - Biegu na 10 km techniką klasyczna kobiet:   Justyna Kowalczyk – 29:37,4;   Marianna Longa – strata 12,4;   Petra Majdič – strata 30,3
    - Klasyfikacja generalna (22 z 32 startów):   Aino-Kaisa Saarinen – 1276 punktów;   Petra Majdič – 1250   Justyna Kowalczyk – 1167

Justyna Kowalczyk po raz trzeci w tym sezonie stanęła na najwyższym stopniu podium. W klasyfikacji generalnej awansowała na trzecie miejsce.

### Biathlon
- Mistrzostwa Świata w Biathlonie 2009
  - Sprint mężczyzn:   Ole Einar Bjørndalen;   Lars Berger;   Halvard Hanevold[35].
 Tomasz Sikora zajął 16 miejsce mimo to w klasyfikacji Puchar Świata w biathlonie 2008/2009 awansował na 1. miejsce.
  - Sprint kobiet:   Kati Wilhelm;   Simone Hauswald;   Olga Zajcewa[36].

### Narciarstwo alpejskie
- Mistrzostwa Świata w Narciarstwie Alpejskim 2009
  - Slalom kobiet wyniki:   Maria Riesch;   Šárka Záhrobská;   Tanja Poutiainen[37].

## 13 lutego

### Piłka nożna
- Międzynarodowe mecze towarzyskie:
  -  Liechtenstein:  Norwegia[38]
- Bundesliga 20 kolejka:
  - TSG 1899 Hoffenheim 1 – 4 Bayer 04 Leverkusen
- Liga Sagres 18. kolejka:
  - CD Nacional Madeira 3 – 0 Vitoria Guimaraes

### Tenis ziemny
- WTA Tour 2009 Open GDF Suez 2009  Agnieszka Radwańska odpadła w półfinale turnieju rozgrywanego w Paryżu po przegranej z Amélie Mauresmo 2:6, 0:6[39].
- ATP Brasil Open – polsko-austriacki debel Kubot, Marach awansował do półfinału turnieju rozgrywanego w Costa do Sauípe[40].

### Siatkówka
- PlusLiga 2008/2009 wyniki 17. kolejki:
  - J.W. Construction Osram AZS Politechnika Warszawska 3:2 Trefl Gdańsk[41].

### Koszykówka
- NBA wyniki spotkań:

|  | Chicago Bulls         | 93:95  | Miami Heat             |
|  | Dallas Mavericks      | 92:99  | Boston Celtics         |
|  | Golden State Warriors | 105:98 | Portland Trail Blazers |

### Bobsleje
- Puchar Świata w bobslejach 2008/2009
  - dwójka bobslejowa mężczyzn, klasyfikacja końcowa:   Hefti, Lamparter;   Lange, Hoppe;   Florschuetz, Kuehne[42].

### Narciarstwo alpejskie
- Mistrzostwa Świata w Narciarstwie Alpejskim 2009
  - Gigant mężczyzn wyniki:   Carlo Janka,   Benjamin Raich,    Ted Ligety[43].

## 12 lutego

### Piłka siatkowa
- Liga Mistrzyń siatkarek 2008/2009 wyniki I rundy play off
  - Scavolini Pesaro  3:2  Zarieczje Odincowo
  - Farmutil Piła  0:3  Foppapedretti Bergamo
- Liga Mistrzów siatkarzy 2008/2009 1/8 finału wyniki spotkań:
  - ACH Volley Bled  2:3  Zenit Kazań
  - Vitória SC  0:3  Iraklis Saloniki
  - Copra Nordmeccanica Piacenza  2:3  Domex Tytan AZS Częstochowa[44]

### Koszykówka
- NBA wyniki spotkań:

|  | Cleveland Cavaliers    | 109:92  | Phoenix Suns       |
|  | Orlando Magic          | 73:82   | Denver Nuggets     |
|  | Philadelphia 76ers     | 91:87   | Memphis Grizzlies  |
|  | Toronto Raptors        | 91:89   | San Antonio Spurs  |
|  | Charlotte Bobcats      | 101:89  | Washington Wizards |
|  | Detroit Pistons        | 95:99   | Atlanta Hawks      |
|  | New Orleans Hornets    | 77:89   | Boston Celtics     |
|  | Milwaukee Bucks        | 122:110 | Indiana Pacers     |
|  | Houston Rockets        | 94:82   | Sacramento Kings   |
|  | Utah Jazz              | 113:109 | LA Lakers          |
|  | Portland Trail Blazers | 106:92  | Oklahoma City      |
|  | LA Clippers            | 128:124 | New York Knicks    |

- Euroliga wyniki spotkań Top 16:
  - Group F:
    - FC Barcelona  85:69  ALBA Berlin
    - Real Madryt  98:79  Maccabi Tel Awiw

  - Group G:
    - Panathinaikos BC  92:67  Lottomatica Roma

  - Group H:
    - Cibona Zagreb  55:65  Fenerbahçe Ülker

### Lekkoatletyka
- Halowy mityng w Wiedniu: skok w dal –   Joanna Skibińska;   Teresa Dobija[45].

### Tenis ziemny
- ATP Brasil Open –  Łukasz Kubot przegrał w II rundzie turnieju rozgrywanego w Costa do Sauípe z Thomazem Belluccim[46].
- WTA Tour 2009 –  Agnieszka Radwańska wygrała 6:7, 6:4, 6:2 z  Alisą Klejbanową w II rundzie turnieju Open GDF Suez 2009[47].

### Narciarstwo alpejskie
- Mistrzostwa Świata w Narciarstwie Alpejskim 2009
  - Gigant kobiet wyniki:   Kathrin Hölzl,   Tina Maze,   Tanja Poutiainen[48].

## 11 lutego

### Koszykówka
- NBA wyniki spotkań:
  - Atlanta Hawks – Washington Wizards 111:90
  - Indiana Pacers – Cleveland Cavs 96:95
  - Miami Heat – Denver Nuggets 82:99
  - New Jersey Nets – San Antonio Spurs 93:108
  - Minnesota Wolves – Toronto Raptors 102:110
  - Chicago Bulls – Detroit Pistons 107:102
  - Dallas Mavericks – Sacramento Kings 118:100
  - GS Warriors – New York Knicks 144:127
  - LA Lakers – Oklahoma City 105:98
- Euroliga wyniki spotkań Top 16:
  - Group E:
    - Asseco Prokom Sopot  68:93  Olympiakos SFP
    - TAU Ceramica  108:90  AJ Milano

  - Group G:
    - KK Partizan  60:59  Baloncesto Málaga

  - Group H:
    - Montepaschi Siena  74:56  CSKA Moskwa

### Piłka nożna
- Mistrzostwa Świata w Piłce Nożnej 2010
  - Eliminacje strefy UEFA
    - Grupa 1
      -  Malta 0–0  Albania

    - Grupa 3
      -  San Marino 0–3  Irlandia Północna

    - Grupa 8
      -  Irlandia 2–1  Gruzja

  - Eliminacje strefy CONCACAF
    -       -  Kostaryka –  Honduras
      -  Salwador 2–2  Trynidad i Tobago
      -  Stany Zjednoczone 2–0  Meksyk

  - Eliminacje strefy AFC
    - Grupa A
      -  Japonia 0–0  Australia
      -  Uzbekistan 0–1  Bahrajn

    - Grupa B
      -  Korea Północna 1–0  Arabia Saudyjska
      -  Iran 1–1  Korea Południowa
- Mecze towarzyskie:

|  | Polska            | 1-0 | Walia (Roger Guerreiro 80'; 708 mecz międzypaństwowy rozegrany w Portugalii w Faro) |
|  | Niemcy            | 0–1 | Norwegia                                                                            |
|  | Francja           | 0–2 | Argentyna                                                                           |
|  | Hiszpania         | 2–0 | Anglia                                                                              |
|  | Portugalia        | 1:0 | Finlandia                                                                           |
|  | Łotwa             | 0:0 | Armenia                                                                             |
|  | Mozambik          | 2:0 | Malawi                                                                              |
|  | Mołdawia          | 1:1 | Macedonia Północna                                                                  |
|  | Libia             | 2:3 | Urugwaj                                                                             |
|  | Liechtenstein     | 0:2 | Islandia                                                                            |
|  | Kuwejt            | 1:1 | Azerbejdżan                                                                         |
|  | Algieria          | 2:1 | Benin                                                                               |
|  | Cypr              | 3:2 | Słowacja                                                                            |
|  | Izrael            | 1:0 | Węgry                                                                               |
|  | Kazachstan        | 2:0 | Estonia                                                                             |
|  | Serbia            | 0:1 | Ukraina                                                                             |
|  | Litwa             | 3:1 | Andora                                                                              |
|  | Togo              | 1:1 | Burkina Faso                                                                        |
|  | Kamerun           | 3:1 | Gwinea                                                                              |
|  | Egipt             | 2:2 | Ghana                                                                               |
|  | Południowa Afryka | 0:2 | Chile                                                                               |
|  | Turcja            | 1:1 | Wybrzeże Kości Słoniowej                                                            |
|  | Rumunia           | 1:2 | Chorwacja                                                                           |
|  | Maroko            | 0:0 | Czechy                                                                              |
|  | Grecja            | 1:1 | Dania                                                                               |
|  | Austria           | 0:2 | Szwecja                                                                             |
|  | Szwajcaria        | 1:1 | Bułgaria                                                                            |
|  | Tunezja           | 1:1 | Holandia                                                                            |
|  | Belgia            | 1:0 | Słowenia                                                                            |
|  | Jamajka           | 0:0 | Nigeria                                                                             |

### Piłka siatkowa
- Liga Mistrzyń siatkarek 2008/2009 wyniki I rundy play off
  - Turk Telekom Ankara  3:0 (25:15, 25:19, 25:21)  Rijeka KVIG
  - Poštar 064 Belgrad  1:3 (25:22, 22:25, 17:25, 20:25)  Dinamo Moskwa
  - Vakıfbank Güneş Sigorta Stambuł  1:3 (21:25, 16:25, 25:17, 16:25)  Eczacıbaşı Stambuł
- Liga Mistrzów siatkarzy 2008/2009 1/8 finału wyniki spotkań:
  - Lube Banca Marche Macerata  3:0  Fenerbahçe SK
  - Dinamo Moskwa  3:2  PGE Skra Bełchatów
  - Knack Randstad Roeselare  1:3  VfB Friedrichshafen

### Narciarstwo alpejskie
- Mistrzostwa Świata w Narciarstwie Alpejskim 2009
  - Kombinacja drużynowa mieszana – konkurencja nie odbyła się z powodów warunków na trasie.

### Skoki narciarskie
- Puchar Świata w skokach narciarskich 2008/2009 – konkurs w  Klingenthal[49].
  -   Gregor Schlierenzauer
  -   Anders Jacobsen
  -   Wolfgang Loitzl

## 10 lutego

### Piłka nożna
- Mecz towarzyski:
  -  Brazylia 2:0  Włochy (Elano  13', Robinho  27')[50].

### Siatkówka
- Liga Mistrzyń siatkarek 2008/2009 – w pierwszym meczu I rundy play off Ligi Mistrzyń  Fakro Muszynianka Muszyna pokonały 3:1  RC Cannes.
- Liga Mistrzów siatkarzy 2008/2009 1/8 finału wyniki spotkań:
  - Portol Palma Majorka  0:3  Itas Diatec Trentino
  - Noliko Maaseik  1:3  Iskra Odincowo

### Lekkoatletyka
- Halowy mityng Pedro’s Cup Bydgoszczy 2009 wyniki:
  - Skok o tyczce kobiet:
    -   Monika Pyrek – 4,71;
    -   Anna Rogowska – 4,71;
    -   Joanna Piwowarska – 4,51

  - Pchnięcie kulą mężczyzn:
    -   Christian Cantwell – 21,47;
    -   Tomasz Majewski – 20,83;
    -   Andrej Michniewicz – 20,06

  - Skok wzwyż mężczyzn:
    -   Tora Harris – 2,32;
    -   Konstadinos Baniotis – 2,24;
    -   Jaroslav Bába – 2,24,  Artiom Zajcew – 2,24,  Sylwester Bednarek – 2,24

### Koszykówka
- NBA wyniki spotkań[51].
  - Charlotte Bobcats 94:73 LA Clippers
  - Philadelphia 76ers 108:91 Phoenix Suns
  - Memphis Grizzlies 85:80 New Orleans Hornets
  - Milwaukee Bucks 124:112 Houston Rockets

### Tenis ziemny
- WTA Tour 2009 –  Agnieszka Radwańska wygrała 6:1, 6:1 z  Oksaną Lubcową w I rundzie turnieju Open GDF Suez 2009[52].

## 9 lutego

### Narciarstwo alpejskie
- Mistrzostwa Świata w Narciarstwie Alpejskim 2009
  - Superkombinacja mężczyzn wyniki:   Aksel Lund Svindal,   Julien Lizeroux,   Natko Zrnčić-Dim
  - Zjazd kobiet wyniki:   Lindsey Vonn,   Lara Gut,   Nadia Fanchini

## 8 lutego

### Skoki narciarskie
- FIS Team Tour – w drużynowy konkurs w Willingen reprezentacja polski zajęła ósmą lokatę.

### Tenis stołowy
- Li Qian wygrała turniej TOP 12 tenisistek stołowych w Düsseldorfie[53].

## 7 lutego

### Narciarstwo alpejskie
- Mistrzostwa Świata w Narciarstwie Alpejskim 2009 –  złoty medal w zjeździe mężczyzn zdobył  John Kucera, drugie miejsce zajął  Didier Cuche a trzecie  Carlo Janka.

### Piłka nożna
- Reprezentacja Polski w piłce nożnej w Faro rozegrała 707 mecz międzypaństwowy:  1:1  (Paweł Brożek  11' – Arūnas Klimavičius  26')[54].

## 6 lutego

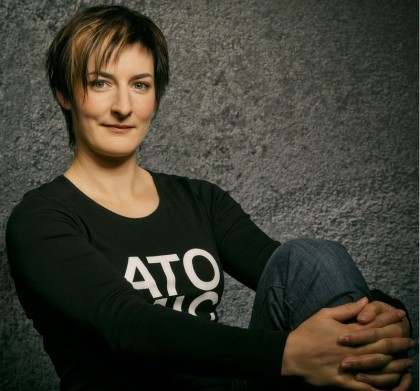
Kathrin Zettel

### Narciarstwo alpejskie
- Mistrzostwa Świata w Narciarstwie Alpejskim 2009 –  złoty medal w superkombinacji kobiet zdobyła  Kathrin Zettel, srebrny medal zdobyła  Lara Gut a brązowy  Elisabeth Görgl.

## 5 lutego

### Skoki narciarskie
- Skoki narciarskie na mistrzostwach świata juniorów w narciarstwie klasycznym
  -  Maciej Kot został wicemistrzem świata juniorów w skokach narciarskich, wygrał  Lukas Müller[55].
- Anders Bardal został mistrzem Norwegii w skokach narciarskich[56].
- Anssi Koivuranta został mistrzem Finlandii w skokach narciarskich

### Koszykówka
- Euroliga wyniki spotkań Top 16:
  - Grupa E:
    -  Olympiakos SFP 73-70  TAU Ceramica
    -  Asseco Prokom Sopot 60-62  AJ Milano

  - Grupa F:
    -  FC Barcelona 85-65  Maccabi Electra
    -  ALBA Berlin 84-87  Real Madryt

## 4 lutego

### Piłka nożna
- Międzynarodowe mecze towarzyskie[38]:
  -  Japonia 5:1  Finlandia
  -  Bahrajn 2:2  Korea Południowa

### Koszykówka
- Euroliga wyniki spotkań Top 16:
  - Grupa G:
    -  Baloncesto Málaga 69-81  Panathinaikos BC
    -  KK Partizan 84-76  Lottomatica Roma

  - Grupa H:
    -  CSKA Moskwa 87-61  KK Cibona
    -  Montepaschi Siena 87-79  Fenerbahçe Ülker

### Narciarstwo alpejskie
- Mistrzostwa Świata w Narciarstwie Alpejskim 2009 –  złoty medal w supergigancie mężczyzn zdobył  Didier Cuche drugie miejsce zajął  Peter Fill a trzecie  Aksel Lund Svindal[57].

## 3 lutego

### Narciarstwo alpejskie
- Mistrzostwa Świata w Narciarstwie Alpejskim 2009 –  złoty medal w supergigancie zdobyła  Lindsey Vonn, drugie miejsce ze stratą 0,34 sekund wywalczyła  Marie Marchand-Arvier, z trzecim czasem na mecie zameldowała się  Andrea Fischbacher[58]

### Tenis
- ATP Challenger Series – w turnieju KGHM Dialog Polish Indoors rozgrywanym we Wrocławiu Łukasz Kubot odpad w I rundzie po przegranej z czechem Robinem Vikiem 4:6, 7:5, 6:7[59]

## 2 lutego

### Piłka siatkowa
- Puchar Włoch – W finałowym meczu zespół Sebastiana Świderskiego Lube Banca Macerata pokonał Bre Banca Lannutti Cuneo 3:1[60]:
- PlusLiga Kobiet 2008/2009 14 kolejka – w ostatnim meczu kolejki Pronar Zeto Astwa AZS Białystok przegrała z Gedania Żukowo 2:3[61].

## 1 lutego

### Piłka ręczna
- Zakończyły się Mistrzostwa Świata w Piłce Ręcznej Mężczyzn 2009, klasyfikacja końcowa:

|  | Francja   |
|  | Chorwacja |
|  | Polska    |

### Tenis
- Zakończył się Australian Open 2009, zwycięzcy[62]:

gra pojedyncza mężczyzn –  Rafael Nadal
gra pojedyncza kobiet –  Serena Williams
gra podwójna mężczyzn –  Bob Bryan,  Mike Bryan
gra podwójna kobiet –  Serena Williams,  Venus Williams
gra mieszana –  Sania Mirza,  Mahesh Bhupathi

### Szermierka
- W zawodach Pucharu Świata juniorek we florecie w Lyonie Hanna Łyczbińska zajęła 6. miejsce[63].

### Koszykówka
- PLK 24. kolejka – obecny mistrz Polski Asseco Prokom Sopot pokonał po dwóch dogrywkach Kotwicę Kołobrzeg 102:101[64].
- PLK 24. kolejka – Sportino wygrało na własnym boisku z Atlasem Stal 77:72[65].

### Piłka nożna
- Serie A – W 22. kolejce ligi włoskiej Juventus F.C. przegrał na własnym boisku z Cagliari Calcio 2:3[66].
- Premier League (2008/2009) 24. kolejka – Liverpool F.C. wygrał z Chelsea F.C. 2:0[67].
- Premier League (2008/2009) 24. kolejka – Newcastle United F.C. zremisowało z Sunderland A.F.C. 1:1
- Bundesliga 18. kolejka – Artur Wichniarek strzelił zwycięskiego gola w meczu beniaminka Arminy Bielefeld z Werderem Brema (2:1)[68].
- Bundesliga 18. kolejka – W drugim meczu rozegranym tego dnia VfL Bochum pokonał Karlsruher SC 2:0.
- Międzynarodowe mecze towarzyskie:  Syria 1:1  Korea Południowa[38]

### Piłka siatkowa
- PlusLiga Kobiet 2008/2009 14 kolejka Farmutil Piła przegrała na własnym boisku z BKS Aluprof Bielsko-Biała 2:3[69].